# Les Bêtes enracinées
Les Bêtes enracinées est un roman de science-fiction, écrit en 1983 par Serge Brussolo (France),.